# Kentucky (rivière)
Pour les articles homonymes, voir Kentucky (homonymie).
La Kentucky est une rivière du Kentucky aux États-Unis, affluent rive gauche de la rivière Ohio, donc un sous-affluent du Mississippi.

## Géographie
La Kentucky est longue de 417 kilomètres. La rivière et ses affluents drainent le centre du Kentucky, la partie amont drainant les Montagnes Cumberland tandis que la partie aval draine la Bluegrass region, et assure les besoins en eau d'un sixième de la population de l'État.
La rivière est navigable en aval de Beattyville, Kentucky grâce à de nombreux barrages et écluses qui régulent le cours de la rivière et permettent de maintenir un niveau d'eau suffisant, eau utilisée pour le réseau d'eau potable de Lexington, Kentucky.

## Parcours
La rivière est formée à Beattyville, Kentucky dans le comté de Lee à l'est du Kentucky, au confluent entre trois fourches (North Fork, Middle Fork et South Fork) à environ 204 mètres d'altitude. Elle s'écoule généralement en direction du nord-ouest, en formant de nombreux méandres pour finir par se jeter dans la rivière Ohio à Carrolton, Kentucky.
Le long des rives de la rivière Kentucky se trouvent les villes de Beattyville, Irvine, et Frankfort. La rivière passe au sud de Lexington.
Les principaux affluents de la rivière Kentucky sont la rivière Red (156 km) et la rivière Dix (127 km). Les trois fourches qui donnent naissance à la rivière sont la North Fork, 270 kilomètres de long, traversant les villes de Hazard et Jackson, la Middle Fork, 169 kilomètres de long, et la South Fork, 72 kilomètres de long.

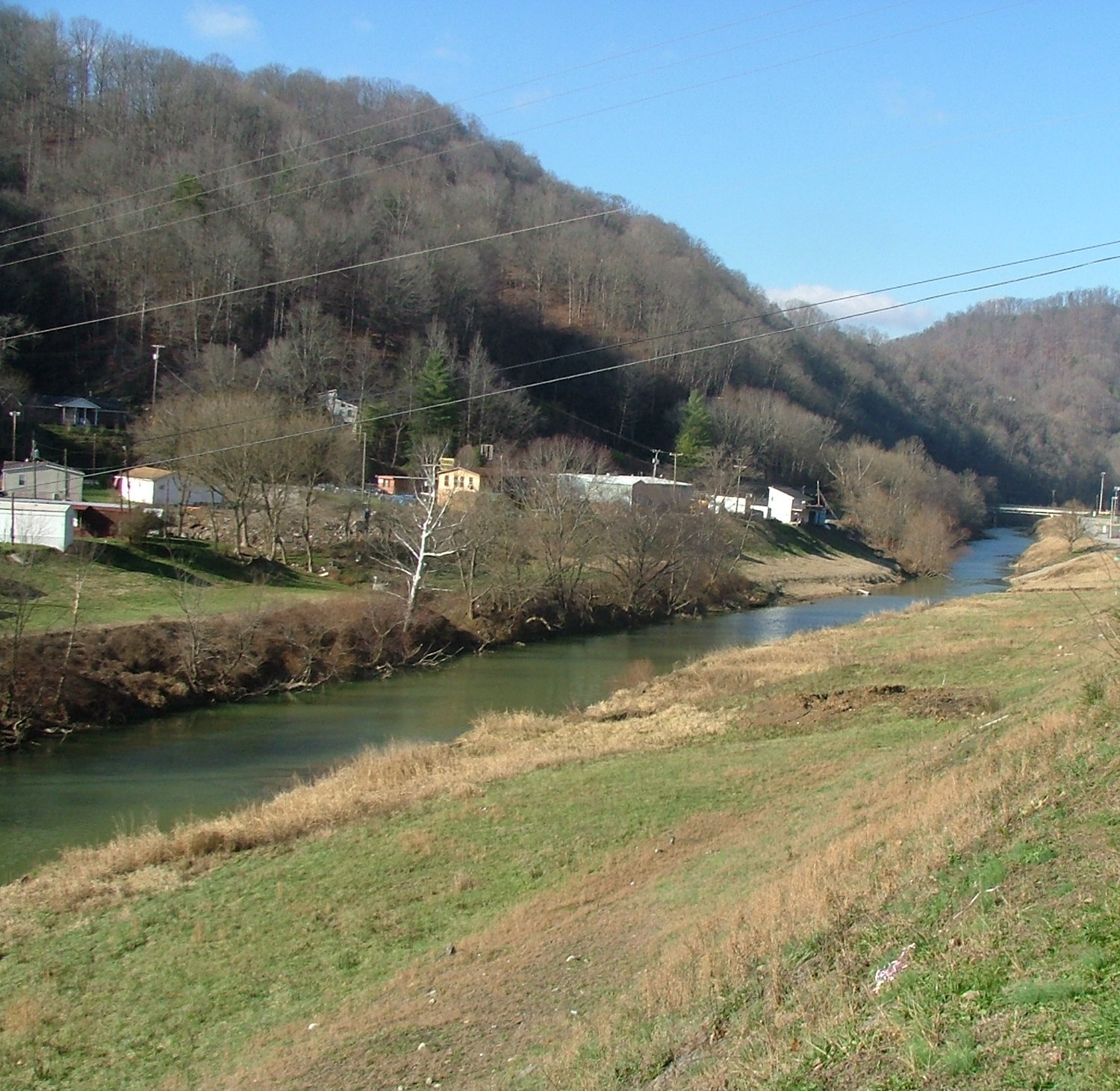
Une des fourches donnant naissance à la rivière Kentucky : la North Fork